# 藤麻
藤麻（学名：Procris wightiana）为荨麻科藤麻属下的一个种。它是多年生草本植物，高30-80厘米，主要分佈於西藏东南部、云南西部和南部、四川南部、贵州西南、广西、广东、福建南部、台湾、菲律宾、加里曼丹、中南半岛、斯里兰卡、印度、不丹、尼泊尔、非洲。